# 2020 en philosophie
Chronologie de la philosophie
- 2016
- 2017
- 2018
- 2019
- 2020
- 2021
- 2022
- 2023
- 2024

L’année 2020 a été marquée, en philosophie, par les événements suivants :

## Publications
- Manel Pretel-Wilson, Utopics, The Unification of Human Science
- Peter Sloterdijk, Den Himmel zum Sprechen bringen. Über Theopoesie (Faire parler le ciel. Sur la théopoésie)

## Décès
- 5 août : Bernard Stiegler, philosophe français, né en 1952, mort à 68 ans.
- 17 janvier : Emanuele Severino, philosophe italien, né en 1929.